# 日本文学振興会
公益財団法人日本文学振興会（にほんぶんがくしんこうかい）は、日本の公益財団法人である。文芸の向上顕揚を図り、もって文化の発展に寄与するために芥川龍之介賞、直木三十五賞、菊池寛賞等の文学賞の授与を中心とした活動を行っている。

## 概要
文芸の向上顕揚を計ることを目的として、菊池寛らによって文部科学省所管の財団法人として1938年7月2日に設立された。2010年2月8日、公益財団法人移行が認定される。文藝春秋ビル内に事務所を持つ。「文芸の向上顕揚を計ることを目的」として、以下の賞の選考と授賞を行っている。
- 芥川龍之介賞
- 直木三十五賞
- 菊池寛賞
- 大宅壮一ノンフィクション賞
- 松本清張賞